# 分子胶
分子胶 （英语：molecular glue），是一类作用于蛋白与蛋白相互作用界面的化学小分子，与蛋白降解靶向嵌合体一起统称为靶向蛋白降解技术，二者区别在于前者为单功能小分子化合物，后者为双功能小分子化合物，如同PROTAC技术一样，目前“分子胶”也已经成为创新药研发领域的热门。
分子胶多是通过作用于E3泛素连接酶来介导目标蛋白降解， 目前已获批在临床应用的分子胶主要是免疫调节剂 （IMiD；沙利度胺，来那度胺，泊马度胺)，该类药物主要靶向诱导B细胞发育的锌指转录因子家族成员Aiolos（IKZF3）和Ikaros（IKZF1）的泛素化及其降解。
除上述IKZF1/3靶点外，目前也有作用于GSPT1靶点的“分子胶”处于临床研究阶段，如CC-90009。